# Doksepina
Doksepina (łac. doxepinum) – organiczny związek chemiczny stosowany jako trójpierścieniowy lek przeciwdepresyjny o umiarkowanej sile działania, pochodna dibenzoksepiny.

## Farmakokinetyka
Lek wchłania się szybko z przewodu pokarmowego i w krótkim czasie znika z krążenia, przenikając do tkanek. Pokarm nie ma wpływu na całkowitą biodostępność preparatu oraz na jego parametry farmakokinetyczne. Doksepina jest metabolizowana w wątrobie, głównym metabolitem jest desmetylodoksepina, która również wykazuje działanie przeciwdepresyjne. Okres półtrwania leku jest długi i wynosi 17 h. Doksepina wydalana jest głównie z moczem, prawie wyłącznie w postaci metabolitów. Lek przenika przez barierę krew-łożysko i do mleka matki.

## Wskazania
Doksepina stosowana jest w:
- łagodnych i umiarkowanych zaburzeniach nerwicowych ze współwystępującymi objawami somatycznymi,
- nerwicach narządowych,
- zaburzeniach depresyjnych, również tych wywołanych schorzeniami organicznymi,
- depresji z objawami lękowymi, niepokojem,
- zaburzeniach depresyjnych, nerwicowych i lękowych związanych z leczeniem alkoholizmu.

## Przeciwwskazania
- nadwrażliwość na doksepinę lub którykolwiek składnik preparatu (w tym na laktozę)
- zaburzenia maniakalne,
- ciężkie schorzenia wątroby,
- jaskra z zamkniętym kątem przesączania,
- zatrzymanie moczu (związane np. z przerostem gruczołu krokowego), bezmocz,
- ciąża i karmienie piersią,
- u dzieci poniżej 12 roku życia (ze względu na brak badań w tej grupie wiekowej).

## Ostrzeżenia specjalne
1. Doksepina, jak większość leków przeciwdepresyjnych, może nasilać objawy depresji, a także być przyczyną pojawiania się myśli i epizodów samobójczych oraz samookaleczeń, szczególnie na początku leczenia. Wiąże się to ze stopniowym działaniem leku. Rodzinę i bliskich chorego należy poinformować, by bacznie obserwowali chorego i zgłaszali lekarzowi prowadzącemu leczenie wszelkie niepokojące symptomy, takie jak: nagłe zmiany nastroju, apatia, zmiany w zachowaniu oraz inne objawy, które choćby w małym stopniu świadczyć mogą o pojawieniu się myśli samobójczych. Zaleca się również, by lek podawany był choremu przez osoby, które się nim zajmują.
2. Doksepina nie powinna być podawana chorym z różnymi typami manii, dwubiegunową chorobą afektywną, ze względu na możliwość nasilenia objawów maniakalnych. Konieczna jest więc jednoznaczna diagnoza, odrzucająca powyższe zaburzenia psychiczne, szczególne okres depresyjny w chorobie dwubiegunowej.
3. Należy zwracać szczególną uwagę na chorych w podeszłym wieku, którzy zażywają doksepinę. Leczenie takich osób należy zacząć od małych dawek, monitorując w trakcie leczenia ich stan.
4. Stan pacjentów z padaczką, blokiem serca, świeżym zawałem, leczonych doksepiną, powinien być dokładnie i regularnie monitorowany.

## Interakcje
Nie należy stosować doksepiny łącznie z inhibitorami MAO.
1. Cymetydyna może powodować wahania stężenia doksepiny, co z kolei wpływać może na skuteczność leczenia. Odradza się zażywanie cymetydyny łącznie z doksepiną.
2. Inne leki przeciwdepresyjne i przeciwlękowe oraz etanol mogą nasilać działanie doksepiny oraz potęgować wywoływane przez nią efekty uboczne.
3. Doksepina nie powinna być podawana z lekami sympatykomimetycznymi.
4. Środki stosowane w znieczuleniu ogólnym, w połączeniu z doksepiną, mogą prowadzić do arytmii i niedociśnienia/nadciśnienia. Należy więc zachować dużą ostrożność podczas podawania narkozy.
5. Doksepina zmniejsza skuteczność leków obniżających ciśnienie krwi, takich jak: debryzochina, klonidyna, guanetydyna, betanidyna, oraz nitratów podawanych podjęzykowo.
6. Barbiturany przyspieszają metabolizm doksepiny.
7. Doksepina zwiększa stężenie doustnych hormonów tarczycy. Konieczne jest więc zmniejszenie ich dawki podczas jednoczesnego podawania doksepiny.

## Działania niepożądane
Występują rzadko i nie mają nasilonego charakteru. Najczęściej występuje suchość w jamie ustnej, zaparcia i senność. Rzadziej pojawiają się:
- zatrzymanie moczu (u pacjentów z przerostem gruczołu krokowego),
- obfite pocenie się,
- zaburzenia wzroku (nieostre widzenie),
- eozynofilia,
- agranulocytoza i zaburzenia funkcjonowania szpiku kostnego,
- trombocytopenia,
- leukopenia,
- zaburzenia produkcji krwi (plamica i niedokrwistość hemolityczna).

Obserwowano również występowanie reakcji alergicznych oraz objawów ze strony ośrodkowego układu nerwowego, szczególnie u osób nadużywających alkoholu i narkotyków oraz u osób starszych.

## Inne zastosowania
Istnieją dobrze udokumentowane doniesienia o wysokiej skuteczności doksepiny w leczeniu:
- atopowego zapalenia skóry[2], kiedy to doksepinę stosuje się w postaci 5% kremu,
- chronicznych zespołów bólowych[3], w tym bólów nowotworowych[4], fibromialgii[5] i neuralgii[6],
- bezsenności[7].

## Preparaty
Jeżeli nie podano inaczej, we wszystkich preparatach doksepina występuje w postaci chlorowodorku.
- Doxepin – Pliva Kraków – kapsułki 10 i 25 mg oraz roztwór do wstrzykiwań 25 mg/ml,
- Doxepin 10 i Doxepin 25 – Teva Pharmaceuticals (daw. Polfa Kutno) – kapsułki 10 i 25 mg.